# МГК-1889 (малий гідрографічний катер)
«МГК-1889» — малий гідрографічний катер проекту 16830 (шифр «Дрофа») Військово-Морських Сил України. Бортовий номер U662.

## Особливості проекту
Цей катер належить до великої серії малих гідрографічних катерів проєкту 16830, шифр «Дрофа». Всі катери даної серії були побудовані в період з 1983 по 2005 роках. Вони призначені для роботи на рейдах в гаванях і в гирлах річок.

## Історія
Малий гідрографічний катер «МГК-1889» побудований на СБЗ в Лазаревському, Судноверф №1 у 1989 році, почав експлуатуватися Чорноморським флотом ВМФ СРСР. Входив до складу плавзасобів гідрографічної служби 67-го гідрографічного району, міста Миколаїв. У квітні 1994 році катер увійшов до складу ВМС України, де отримав бортовий номер U662. У 2014 році, в результаті російської агресії, катер був захоплений російською армією.